# Abbó de Poitiers
Abbó fou un comte de Poitiers, el primer comte carolingi de Poitiers que es coneix.
Fou nomenat per Carlemany el 778 i tenia jurisdicció sobre Poitiers i Angulema arribant al nord fins al país de Retz. El 18 de novembre de 780 va presidir un placitum o assemblea amb relació a l'abadia de Noaillé; el 28 d'abril del 791 subscrivia un judici a Sant Hilari de Poitiers i el 3 d'agost del 794 apareix en un altre document relacionat amb l'abadia de Noaillé. Encara que després del 791 no hi ha cap document que l'esmenti es creu que fou el comte Abo citat com un dels nobles francs que va confirmar la pau entre Carlemany i els danesos el 811. Si tal fos el cas, haguera estat comte fins al 811. L'hauria substituït al comtat de Poitiers el noble franc Ricuí.